# Walhalla idrottsplats
Walhalla idrottsplats var en idrottsplats i Göteborg som existerade 1908–1921. Den var främst hemmaplan för Örgryte IS, men även IFK Göteborg spelade här. Idrottsplatsen låg i hörnet av Skånegatan och Örgrytevägen, där senare Svenska Mässans kongresscenter uppfördes. Huvudentrén låg mot Skånegatan. Anläggningens första chef och driftansvarig var Hugo Levin, som då lämnade sitt uppdrag som sekreterare i Göteborgs fotbollsförening.
Längs idrottsplatsens östra långsida (kortsidorna var orienterade i nord-sydlig riktning) låg egendomen Södra Burgården.

## Historia
Eftersom Balders hage inte räckte till för ÖIS, startade 1906 ett arbete för att hitta en ny lösning. Bland annat en kraftfull medlemsvärvning, professionella brottningsmatcher och bazarer skapade kapital och 1907 hade man en behållning på 12 000 kronor för ändamålet. ÖIS ordförande Wilhelm Friberg och Hugo Levin, fotbollsspelare och sekreterare i ÖIS, var de som var drivande i byggandet av Walhalla idrottsplats. Man skrev kontrakt på marken med staden i februari 1908, och redan den 6 september 1908 invigdes Walhalla av landshövding Gustaf Lagerbring. Ett samtida tidningsreferat från invigningen, berättar:
Löparbanan med sina doserade kurvor kan jämföras med vilken som hälst av de bästa i England. Omkretsen är 408,88 meter. Inom löpbanans Östra långsida är hastighets- och häcklöpningsbanor. Alla dessa banor äro af slagg och så ordnade, att vatten efter regn snart suges upp. Fotbollsplanen inom löpbanan är äfven af allra bästa beskaffenhet. Dräneringen har gjorts med stor omsorg. Åskådarplatser finns för omkring 8.000 personer. Valhalla är omgifvet af ett tre meter högt plank. Huvudentrén är åt Skånegatan. Entrén är öfverbyggd af läktaren, som rymmer 1.300 personer Ingångarna äro sex, alla försedda med räkneapparater. Entrén, staketet runt hela platsen samt läktaren äro målade i ljusa, glada färger. Öfver huvudentrén läses: Manlig idrott fädrens arf.
Detta var Sveriges första, riktiga fotbollsplan av gräs (110x70 meter), dessutom löparbanor med kolstybb. Idrottsplatsen hade kostat 40 000 kronor att uppföra. Walhalla invigdes genom en match mellan Örgryte och tyska mästarna Viktoria Berlin. År 1908 vann IFK Göteborg sitt första SM-guld på Walhalla efter finalseger mot IFK Uppsala.
År 1908 mötte ett blågult landslag i fotboll för första gången en annan nation, då man spelade mot Norge på Walhalla och vann med 11-3. Ett publikrekord sattes den 17 oktober 1909 med 6 000 åskådare, då ÖIS blev svenska mästare genom att besegra Djurgården med 8-2.
De dittills största friidrottstävlingarna i Göteborg, var då ÖIS firade sitt trettioårsjubileum den 26 augusti 1917 med internationella friidrottstävlingar på Walhalla.
Göteborgs stad krävde 1921 tillbaka marken för att ge plats åt Jubileumsutställningen 1923. Sista tävlingen på Walhalla — inför 4 000 åskådare — hölls den 25 september 1921. En del av jubileumsutställningens hallar byggdes på Walhallas läktare, som fått stå kvar. ÖIS fick ingen kompensation då Walhalla raserades, och förlorade därmed 70 000 kronor. ÖIS flytt tillbaka till Balders hage blev ett hårt slag för Wilhelm Friberg, som han aldrig återhämtade sig från.

## Landskamper i fotboll
| 1 | 8 september 1908 | Sverige – England | 1 – 6 | Träningsmatch | 2.000 |
| 2 | 20 juni 1912     | Sverige – Ungern  | 2 – 2 | Träningsmatch | 2.500 |
| 3 | 3 november 1912  | Sverige – Norge   | 4 – 2 | Träningsmatch | 3.000 |

## Läktarvåld

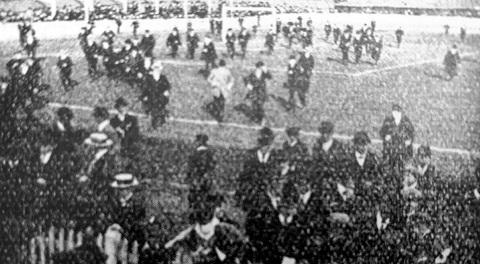
Planinvasionen den 29 september 1912.

Då IFK Göteborg mötte ÖIS på Walhalla, den 29 september 1912, deltog 500–600 personer i ett upplopp på arenan. Året efter blev fyra spelare dömda till böter i civil domstol för att "ha eldat upp publiken." Liknande publikupplopp i Göteborg fortsatte ända fram till första världskrigets slut.